# Гвінейський реал
Гвінейський реал (реал Португальської Гвінеї) (порт. Real) - грошова одиниця Португальської Гвінеї в 1910-1914.

## Історія
У 1903 у Боламі відкрито відділення Національного заморського банку. До 31 березня 1910 воно не випускало банкнот, в обігу використовувалися банкноти Анголи та Сан-Томе.
31 березня 1910 агентство в Боламі розпочало випуск банкнот у реалах. Випускалися банкноти зразка 1909 року у 1000, 2500, 5000, 10 000, 20 000, 50 000 реалів. Монети не випускалися.
Декретом уряду Португалії від 18 вересня 1913 № 141 з 1 січня 1914 на португальські колонії (Кабо-Верде, Португальська Гвінея, Сан-Томе і Прінсіпі, Ангола і Мозамбік) поширено дію декрету від 22 травня 19 грошової одиниці - ескудо (1000 реалів = 1 ескудо).
Випуск нових банкнот розпочато в 1914, монет —  в 1933. Банкноти та монети в реалах продовжували використовуватися в обігу та поступово замінювалися грошовими знаками на ескудо та сентаво.